# فوتبالیست‌ها (فیلم)
فوتبالیست‌ها فیلمی به کارگردانی و نویسندگی علی‌اکبر ثقفی ساختهٔ سال ۱۳۷۹ است.

## خلاصه داستان
حسن رفتاری پس از، از دست دادن پدر و مادر خود در زمین لرزه ی رودبار در یک دکان پنچرگیری مشغول بکار می‌شود و به گونه ای زیر تکفل صاحب مغازه است.‌ او که علاقه و استعداد بسیاری در فوتبال دارد ...

## بازیگران
- علی پروین
- فاطمه گودرزی
- حمید استیلی
- جمشید اسماعیل خانی
- سبحان باقرزاده
- مهدی اکبری
- محمد توبری
- مجتبی پهلوان
- افشین پیروانی
- محمد برزگر
- هاشم حیدری
- سعید امیرسلیمانی
- هنگامه فرازمند
- شهرام زمانی
- محمد پروین
- عباس پناه زاده
- حسین حقیقت
- محمد غنمی
- حمید ثقفی
- محمدرضا خلیلی
- رضا عالی فکر
- محمد زمردی
- حبیب‌اله حداد